# Dagbouw Reichwalde
Dagbouw Reichwalde is een bruinkool-mijn in de Lausitzer bruinkoolmijnstreek even ten noorden van de plaats Reichwalde (Saksen).
De bruinkool wordt gewonnen door Lausitz Energie Bergbau AG (LEAG) voor nabijgelegen elektriciteitscentrale Boxberg.

## Geschiedenis
In 1980 werd begonnen met de ontwikkeling van deze dagbouwmijn en 1987 werden de eerste kolen gewonnen. De F60 transportbrug nr35 werd in zomer 1988 ingebruik genomen en in 2010 vernieuwd. De mijn zal tot ongeveer 2040 in gebruik zijn.

## Externe link

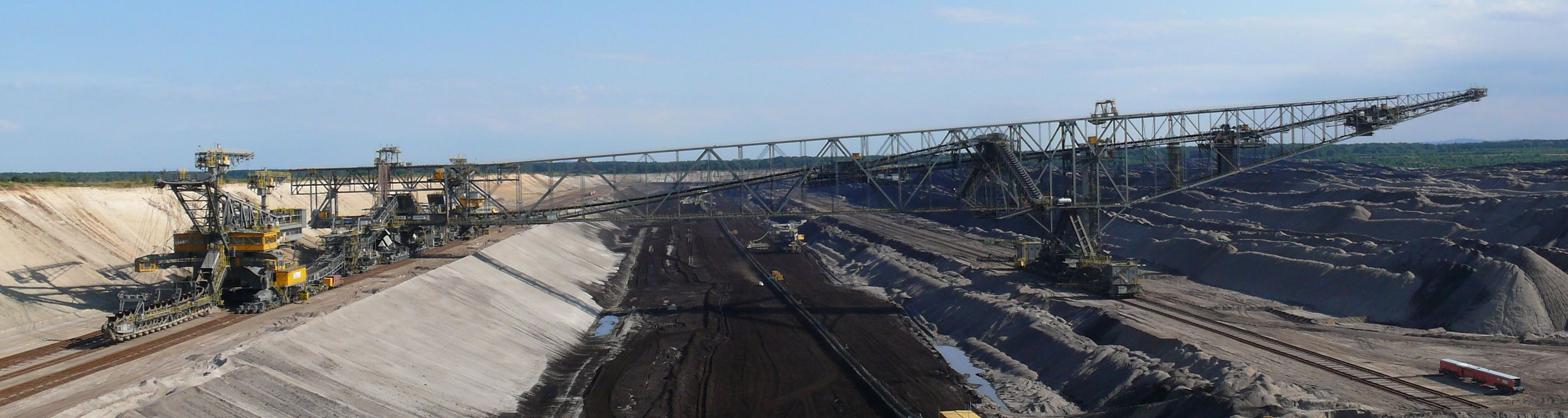
F60 transportbrug nr35 in 2012